# Гранд-Форкс (тауншип, Миннесота)
Гранд-Форкс (англ. Grand Forks) — тауншип в округе Полк, Миннесота, США. На 2000 год его население составило 231 человек.

## География
По данным Бюро переписи населения США площадь тауншипа составляет 37,0 км², из которых 36,7 км² занимает суша, а 0,3 км² — вода (0,84 %).

## Демография
По данным переписи населения 2000 года здесь находились 231 человек, 81 домохозяйство и 61 семья.  Плотность населения —  6,3 чел./км².  На территории тауншипа расположено 84 постройки со средней плотностью 2,3 построек на один квадратный километр. Расовый состав населения: 98,70 % белых, 0,87 % — других рас США и 0,43 % приходится на две или более других рас. Испанцы или латиноамериканцы любой расы составляли 4,33 % от популяции тауншипа.
Из 81 домохозяйства в 35,8 % воспитывались дети до 18 лет, в 69,1 % проживали супружеские пары, в 4,9 % проживали незамужние женщины и в 23,5 % домохозяйств проживали несемейные люди. 18,5 % домохозяйств состояли из одного человека, при том 12,3 % из — одиноких пожилых людей старше 65 лет. Средний размер домохозяйства — 2,85, а семьи — 3,27 человека.
26,8 % населения — младше 18 лет, 8,7 % — в возрасте от 18 до 24 лет, 26,4 % — от 25 до 44, 22,9 % — от 45 до 64, и 15,2 % — старше 65 лет. Средний возраст — 38 лет. На каждые 100 женщин приходилось 122,1 мужчин.  На каждые 100 женщин старше 18 приходилось 116,7 мужчин.
Средний годовой доход домохозяйства составлял 51 667 долларов, а средний годовой доход семьи —  53 333 доллара. Средний доход мужчин —  39 167  долларов, в то время как у женщин — 25 000. Доход на душу населения составил 22 214 долларов. За чертой бедности находились 6,9 % семей и 4,0 % всего населения тауншипа, из которых 5,4 % младше 18 лет.